# Liste des maires de Forcalquier
Cet article dresse une liste par ordre de mandat des maires de Forcalquier.

## Liste des maires

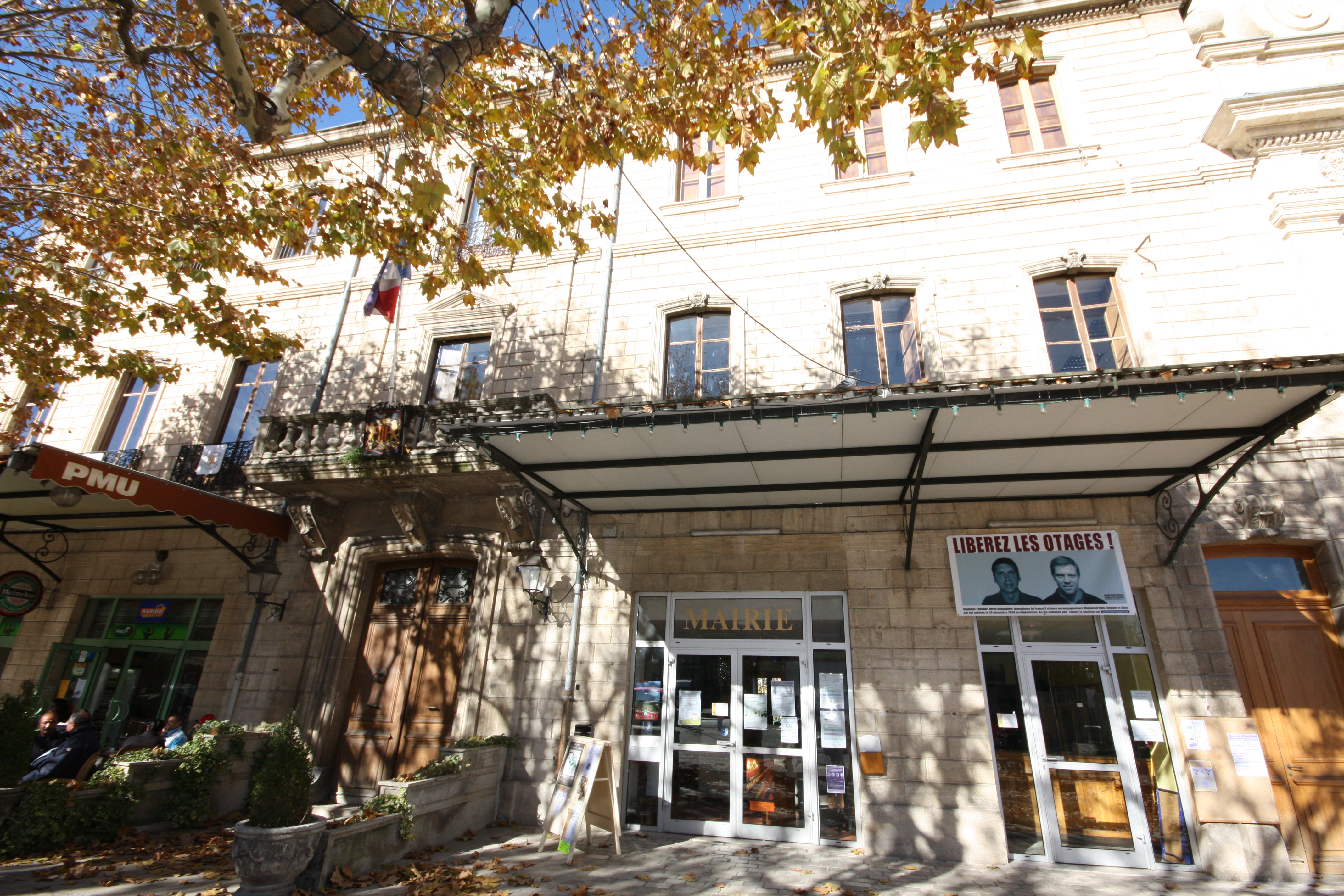
L'hôtel de ville de Forcalquier.

| Période                                  | Période | Identité                                | Étiquette             | Qualité                               |
| ---------------------------------------- | ------- | --------------------------------------- | --------------------- | ------------------------------------- |
| Les données manquantes sont à compléter. |         |                                         |                       |                                       |
| 1559                                     | 1560    | Colin de Berluc Antoine Amalric         | Protestant Catholique |                                       |
| Les données manquantes sont à compléter. |         |                                         |                       |                                       |
|                                          |         | Gaspard de Réal de Curban               |                       | Juriste Grand sénéchal de Forcalquier |
| Les données manquantes sont à compléter. |         |                                         |                       |                                       |
|                                          |         | Jean Baptiste de Berluc-Porchères       |                       |                                       |
| Les données manquantes sont à compléter. |         |                                         |                       |                                       |
| 1645                                     |         | Augustin de Berluc-Pérussis (1579-1660) |                       |                                       |
| Les données manquantes sont à compléter. |         |                                         |                       |                                       |
| 1699                                     |         | Augustin de Berluc-Pérussis (1647-1730) |                       |                                       |
| Les données manquantes sont à compléter. |         |                                         |                       |                                       |
| 1723                                     |         | Jean-Pierre de Berluc-Pérussis          |                       |                                       |
| Les données manquantes sont à compléter. |         |                                         |                       |                                       |
| 22 septembre 1742                        | 1757    | Augustin de Berluc-Pérussis (1684-1770) |                       |                                       |
| Les données manquantes sont à compléter. |         |                                         |                       |                                       |
| 1758                                     |         | Jean-Pierre de Berluc-Pérussis          |                       |                                       |
| 1759                                     |         | Joseph de Berluc-Pérussis               |                       |                                       |
| Les données manquantes sont à compléter. |         |                                         |                       |                                       |
| 1765                                     |         | Joseph de Berluc-Pérussis               |                       |                                       |
| Les données manquantes sont à compléter. |         |                                         |                       |                                       |
| 1767                                     |         | Augustin de Berluc-Pérussis (1684-1770) |                       |                                       |
| 1768                                     |         | Jean-Pierre de Berluc-Pérussis          |                       |                                       |
| Les données manquantes sont à compléter. |         |                                         |                       |                                       |
| 1771                                     |         | Joseph de Berluc-Pérussis               |                       |                                       |
| Les données manquantes sont à compléter. |         |                                         |                       |                                       |
| 1782                                     |         | Joseph de Berluc-Pérussis               |                       |                                       |
| Les données manquantes sont à compléter. |         |                                         |                       |                                       |
| 1785                                     |         | Jacques de Berluc-Pérussis              |                       |                                       |

| Période                                  | Période         | Identité                          | Étiquette                  | Qualité |
| ---------------------------------------- | --------------- | --------------------------------- | -------------------------- | --- |
| 1790                                     | 1791            | Joseph de Berluc-Pérussis,        |                            | |
| Les données manquantes sont à compléter. |                 |                                   |                            | |
| 1792                                     | 1794            | Joseph de Berluc-Pérussis         |                            | |
| Les données manquantes sont à compléter. |                 |                                   |                            | |
| 1800                                     |                 | Mathieu Janssaud,                 |                            | Avocat |
|                                          |                 | M. Bernard                        |                            | |
|                                          |                 | M. Laidet                         |                            | |
|                                          |                 | Mathieu Esmieu,                   |                            | Conseiller général de Forcalquier Conseiller général de Saint-Étienne-les-Orgues |
|                                          |                 | Joseph Christophe Depieds         |                            | Avocat Avoué Juge honoraire Conseiller général de Forcalquier |
|                                          |                 | M. Pascal                         |                            | Conseiller général de Forcalquier |
| Les données manquantes sont à compléter. |                 |                                   |                            | |
| 1871                                     | 1878            | Marius Debout                     | Républicain                | Avocat Conseiller général de Forcalquier |
| Les données manquantes sont à compléter. |                 |                                   |                            | |
|                                          |                 | Camille Arnaud (oncle, 1798-1883) |                            | |
| Les données manquantes sont à compléter. |                 |                                   |                            | |
|                                          |                 | Camille Arnaud (neveu, 1845-19??) |                            | |
| Les données manquantes sont à compléter. |                 |                                   |                            | |
| 15 mai 1892                              | 5 août 1923     | Martial Sicard                    | Républicains progressistes | Conseiller général de Forcalquier Député |
| août 1923                                | août 1944       | Pierre Bonierbale                 | Union républicaine         | Conseiller général de Forcalquier |
| août 1944                                | octobre 1947    | Paul Jaubert                      | SFIO                       | Entrepreneur Conseiller général de Forcalquier |
| octobre 1947                             | mars 1965       | Léon Espariat                     | SFIO                       | Instituteur |
| mars 1965                                | janvier 1983    | Claude Delorme                    | SFIO puis PS               | Conseiller général de Forcalquier Président du conseil général des Alpes-de-Haute-Provence Député |
| janvier 1983                             | mars 1983       | Pierre Michel                     | PS                         | 1er adjoint au maire (1953-1983) |
| mars 1983                                | mars 1989       | Pierre Delmar                     | RPR                        | Conseiller général de Forcalquier 1er vice-président du conseil général des Alpes-de-Haute-Provence Député |
| mars 1989                                | juin 1995       | Raymond Franjou                   | PS                         | |
| juin 1995                                | mars 2001       | Pierre Delmar                     | RPR                        | Conseiller général de Forcalquier 1er vice-président du conseil général des Alpes-de-Haute-Provence Député |
| mars 2001                                | 22 juillet 2017 | Christophe Castaner               | PS puis EM/LREM            | Président de la CC Pays de Forcalquier - Montagne de Lure Conseiller régional de Provence-Alpes-Côte d'Azur Vice-président du conseil régional de Provence-Alpes-Côte d'Azur Député Porte-parole du gouvernement Secrétaire d'État chargé des Relations avec le Parlement Ministre de l'Intérieur |
| 22 juillet 2017                          | 4 juillet 2020  | Gérard Avril                      | PS puis LREM               | 1er adjoint au maire(2008-2017) |
| 4 juillet 2020                           | En cours        | David Gehant                      | ex-LR                      | Président de la CC Pays de Forcalquier - Montagne de Lure Conseiller régional de Provence-Alpes-Côte d'Azur |